# Etymologisk ordbog
En etymologisk ordbog er en ordbog der angiver et opslagsords herkomst, dvs. etymologien.
Visse etymologiske ordbøger fokuserer på bestemte ordklasser for eksempel personnavne, fornavne, efternavne eller stednavne.
For engelsk skabte Walter Skeat den første etymologiske ordbog i 1882.
Den er genoptrykt.
En tidlig dansk etymologisk ordbog er Dansk Etymologisk Ordbog af Edwin Jessen udgivet af Gyldendalske Boghandel i 1893.
Den er skannet og digital tilgængelig på Projekt Runeberg.
Tyve år senere udgav Hjalmar Falk og Alf Torp Etymologisk Ordbog over det norske og det danske Sprog.
Senere udgav Gyldendals  en anden etymologisk ordbog under samme navn som Jessen, Dansk etymologisk ordbog,  af Niels Åge Nielsen, og den er kommet i flere oplag.
Politikens Etymologisk Ordbog. Danske ords historie af Jan Katlev er fra 2000.
Mere generelle danske ordboger kan også have etymologisk information. Det gælder Ordbog over det Danske Sprog og  Den Danske Ordbog der også er tilgængelige på Internettet.
For Politikens Nudansk Ordbog har, f.eks. 13. udgave etymologisk information, 
mens 1. udgave af Politikens Store Ny Nudansk Ordbog generelt set ikke har.